# Maickol Martins
Maickol Martins, vollständiger Name Maickol Pio Martins Aristegui, (* 29. April 1993 in Punta del Este) ist ein uruguayischer Fußballspieler.

## Karriere
Offensivakteur Martins stand zu Beginn seiner Karriere in Reihen des Club Atlético Rentistas, für den er in der Spielzeit 2011/12 eine Partie (kein Tor) in der Primera División absolvierte. Im September 2013 wechselte er zum Zweitligisten Deportivo Maldonado. Dort lief er in der Saison 2013/14 achtmal in der Segunda División auf. Ein Tor erzielte er nicht. Zur Apertura 2014 schloss er sich dem Tacuarembó FC an. In der Spielzeit 2014/15 wurde er einmal (kein Tor) in der höchsten uruguayischen Spielklasse eingesetzt. Am Saisonende stieg er mit dem Klub in die Zweitklassigkeit ab. Anschließend sind bislang (Stand: 10. September 2016) weder Einsätze noch eine Kaderzugehörigkeit für ihn verzeichnet.